# Bernicia

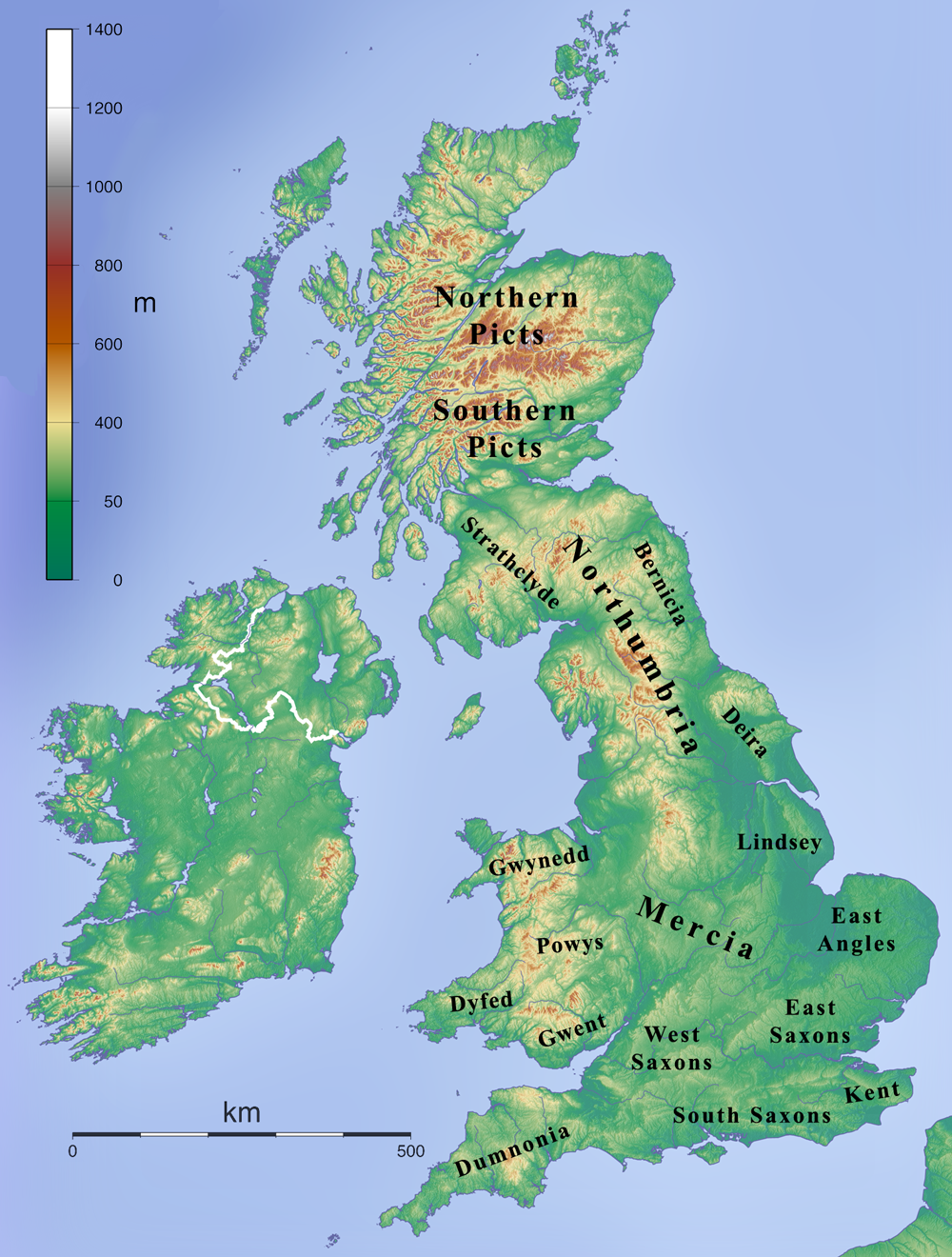
Britannien im 7. Jahrhundert

Bernicia oder Bernizien (altenglisch Beornice) war ein Königreich der Angeln in Nordengland während des 6. und 7. Jahrhunderts. Es ging aus dem zum Hen Ogledd gehörenden früheren britischen Siedlungsgebiet „Brynaich“ nach dessen Unterwerfung durch die Angeln hervor und bildete später zusammen mit dem südlich angrenzenden Deira das Königreich Northumbria.

## Geschichte
Bernicia erstreckte sich vom Tyne bis zum Firth of Forth und umfasste in etwa das Gebiet der heutigen Grafschaften Northumberland und Durham. Die Westgrenze verschob sich im Lauf der Zeit immer weiter nach Westen und schloss schließlich auch die kumbrischen Gebiete Rheged und Gododdin sowie Teile des britischen Königreichs Strathclyde ein. Der Königssitz befand sich in Bamburgh, das nach Bebba, der Frau König Æthelfriths, benannt wurde.
Der Name Bernicia ist keltischen Ursprungs. Er ist abgeleitet vom Wort Berniccā (Land der Bergpässe). Er wurde jedoch auch dadurch erklärt, dass die ursprüngliche Form *Bernech mit dem britischen Namen der Civitas Brigantum, nämlich *Brïγent, als ein Ergebnis der anglischen Ausdehnung im Laufe des 7. Jahrhunderts in deren Gebiet, verschmolzen sei.
Der erste überlieferte König war Ida von Bernicia. Er soll den Thron 547 bestiegen haben. Æthelfrith vereinigte 604 als König von Bernicia sein Reich mit dem südlicheren Deira und gründete damit Northumbria. Er herrschte bis 616, als er in einer Schlacht gegen Rædwald, den König der Ostangeln, der Æthelfriths Rivalen Edwin von Northumbrien unterstützte, fiel, worauf Edwin Herrscher sowohl Deiras als auch Bernicias wurde, und beide Reiche zum Königreich Northumbria vereinigte.
Edwin fiel in der Schlacht von Hatfield Chase gegen König Cadwallon ap Cadfan von Gwynedd und Penda von Mercia am 12. Oktober 633, woraufhin Northumbria wieder in Bernicia und Deira geteilt wurde. Bernicia wurde kurzzeitig von Eanfrith, einem Sohn Æthelfriths, regiert. Auch er wurde von Cadwallon getötet. Sein Bruder Oswald folgte ihm nach, stellte eine neue Armee auf und besiegte Cadwallon schließlich 634 in der Schlacht von Heavenfield, in der Cadwallon fiel. Nach seinem Sieg vereinigte Oswald Deira wieder mit Bernicia. Die Könige von Bernicia waren ab diesem Zeitpunkt die Herrscher über Northumbria, da die Dynastie, die Deira regiert hatte, beinahe völlig durch Cadwallon ausgelöscht worden war. Als Oswald jedoch 642 in der Schlacht von Maserfield, die er mit Penda von Mercia austrug, getötet wurde, zerfiel das Land wieder. Der südliche Teil wählte einen neuen König (Oswine), während Oswalds Bruder Oswiu wieder nur über Bernicia regierte. 651 ließ Oswiu Oswine töten und vereinigte die beiden Reiche, in Deira blieben allerdings weiterhin Unterkönige eingesetzt, die jedoch ausschließlich aus der Familie Oswalds bzw. Oswius stammten.

## Genealogie der Könige Bernicias und Northumbrias
Die Idingas waren das nach Ida (547–559/560), dem Stammvater des Königshauses, benannte Königsgeschlecht von Bernicia und später von Northumbria. Mit Ida setzt die Überlieferung ein, die über die bloße Nennung der Abstammungskette hinausgeht. Der erste sichere „historische“ König war Æthelfrith (592–616).
Im Stammbaum der Dynastie sind Könige durch Fettschrift hervorgehoben.

### Mythische Herkunft
Mythische Vorfahren nach der Historia Brittonum und der Anglian Collection:
- Woden
  - Beldeg
    - Beornec
      - Gethbrond (Wægbrand)
        - Ingebrand[22]
          - Aluson
            - Ingwi (Angengeot)
              - Edibrith (Æthelberht)
                - Oesa
                  - Eoppa
                    - Ida

Mythische Vorfahren nach der Angelsächsischen Chronik:
- Geata[23][24]
- Godolph
- Finn
- Frithowulf
- Fritholaf
- Woden
  - Balday
    - Brand
      - Bennoc
        - Gethbrond
          - Alloc
            - Angenwit
              - Ingwy
                - Oesa
                  - Eoppa
                    - Ida

### Historische Dynastie
- Ida ⚭ Bearnoch[25]
  - Adda (560–568)[21]
  - Æthelric (568–572; Sohn oder Enkel von Ida)[26]
    - Theobald († 603)[27]
    - Æthelfrith/Æthelfred Flesaur (592–616) ⚭(1) Bebba ⚭(2) Acha (Tochter des Königs Ælle)
      - Eanfrith (633–634; Mutter: vermutlich Bebba)[21] ⚭ NN, Tochter des Gwid, König der Pikten (633–653)[28]
        - Talorgan mac Enfret, König der Pikten[29] (653–657)
        - NN (Tochter) ⚭ Beli[28]
          - Brudei/Bridei, König der Picten[21][28]

      - Oswald (634–642; Mutter: Acha), Heiliger ⚭? NN (Irin)[28] ⚭ Cyneburh, Tochter des Königs Cynegils von Wessex
        - Æthelwald (um 651–um 655), Unterkönig in Deira

      - Oswine
      - Oswiu (* um 612; r. 642–670) ⚭I. Fina[19] in Ireland, Tochter des Colman Rimid[28] ⚭II. Riemmelth (Tochter des Royth, Enkelin des Rum)[30] ⚭III. Eanflæd (Tochter des Edwin, Enkelin des Ælle).
        - (I.) Aldfrith (auch Fland Fina[28], Flann Fina mac Ossu[31]; 686–705)[21] ⚭ Cuthburg, Schwester des Königs Ine von Wessex
          - Osred I. (706–716)
          - Offa († 750)[32]
          - Osric (718–729; unsicher, evtl. Sohn des Ealhfrith)[33]

        - (II.?)Ealhfrith (655–664), Unterkönig in Deira ⚭ Cyneburg, Tochter des Königs Penda von Mercia
        - (III.) Ælfwine (670–679)[34], Unterkönig von Deira
        - Ealhflæd ⚭ Peada (653–656), König der Mittelangeln
        - (III.) Ecgfrith (auch Everth, Ailguin; * um 645; r. 664/670–685) ⚭ Æthelthryth, (Tochter des Königs Anna von East Anglia)[35]
          - Oslac[36]
            - Alhun
              - Adlsing
                - Echun
                  - Oslaf

        - (III.) Ælfflæd (* um 654), Äbtissin von Whitby[37]
        - (III.) Osthryth ⚭ Æthelred, König von Mercia

      - Oswudu[21]
      - Oslac[21]
      - Offa[21]
      - Æbba, Äbtissin von Colodæsburg/Coludi (Coldingham)[38]

  - Belric[21]
  - Theodric (572–579)[21]
    - mehrere Söhne[39]

  - Theodhere[21]
  - Osmer[21]
  - Occa/Ocga[40] (unehelich)[41]
    - Ealdhelm (Eadric[36])
      - Ecgwald (Ecgwulf)[42]
        - Eadwulf (705–706) († 717; unsicher)
          - Earnwine († 740)
            - Eardwulf (unsicher, Ealdorman, † 774/775)[43]
              - Eardwulf (796–806? und 808?–810/830?)
                - Eanred (808/810–840/841 oder 830–854)
                  - Æthelred II. (840/841–848 oder 854–862)

        - Leodwald
          - Cuthwine
            - (Cutha)[40]
              - Cenred (716–718)
              - Ceolwulf (729–737)[44]

          - Eata (auch Glinmaur)
            - Eadberht (737–758)
              - Osgifu (unsicher, Tochter von Oswulf oder Eadberht)[45] ⚭ Ealchred (765–774)
              - Oswulf (758–759)
                - Ælfwald I. (778–788)
                  - Ælf († 791)
                  - Ælfwine († 791)

            - Ecgberht, erster Erzbischof von York (732–766)
            - Ecgred († vor 732)[46]

  - Ealric[21] (unehelich)[41]
    - Blæcmon[47]
      - Bosa
        - Beornhom/Byrnhom
          - Eanwine
            - Ealchred (765–774) ⚭ Osgifu
              - Osred II. (788–790)
              - Alcmund (Heiliger, † 800, unsicher)[48]

  - Ecca (unehelich)[41]
  - Oswald (unehelich)[41]
  - Sogor (unehelich)[41]
  - Sogethere (unehelich)[41]
  - Glappa (559–560; unsicher)[49]
  - Frithuwald (579–585; unsicher)[49]
  - Hussa (585–592; unsicher)[49]
    - Hering[50]